# Fußball-Weltmeisterschaft 1998/Gruppe C
Spiele der Gruppe C der Fußball-Weltmeisterschaft 1998.
| Pl. | Land          | Sp. | S | U | N | Tore    | Diff. | Punkte |
| --- | ------------- | --- | - | - | - | ------- | ----- | ------ |
| 1.  | Frankreich    | 3   | 3 | 0 | 0 | 009:100 | +8    | 09     |
| 2.  | Dänemark      | 3   | 1 | 1 | 1 | 003:300 | ±0    | 04     |
| 3.  | Südafrika     | 3   | 0 | 2 | 1 | 003:600 | −3    | 02     |
| 4.  | Saudi-Arabien | 3   | 0 | 1 | 2 | 002:700 | −5    | 01     |

## Saudi-Arabien – Dänemark 0:1 (0:0)
| Saudi-Arabien                                             | Saudi-Arabien | Dänemark | Dänemark |
| --------------------------------------------------------- | --- | --- | -------- |
| Saudi-Arabien                                             | \| 1. Spieltag \| \| 12. Juni 1998 um 17:30 Uhr in Lens (Stade Félix-Bollaert) \| \| Zuschauer: 38.100 \| \| Schiedsrichter: Javier Castrilli ( Argentinien) \| \| Spielbericht \| | \| 1. Spieltag \| \| 12. Juni 1998 um 17:30 Uhr in Lens (Stade Félix-Bollaert) \| \| Zuschauer: 38.100 \| \| Schiedsrichter: Javier Castrilli ( Argentinien) \| \| Spielbericht \|                                                                              | Dänemark |
| Saudi-Arabien                                             | Mohammad ad-Daʿayyaʿ – Muhammed al-Dschahani, Mohammed al-Khilaiwi, Abdullah Zubromawi, Hussein Suleimani – Ibrahim asch-Schahrani, Fuad Amin (79. Hamzah Saleh), Khamis al-Dosari, Khalid al-Muwallid – Said al-Uwairan, Sami al-Dschabir (84. Yousuf al-Thunayan) Cheftrainer: Carlos Alberto Parreira | Peter Schmeichel – Søren Colding, Marc Rieper, Jes Høgh, Michael Schjønberg – Martin Jørgensen (73. Per Frandsen), Thomas Helveg, Morten Wieghorst (66. Allan Nielsen) – Michael Laudrup – Brian Laudrup (84. Jan Heintze), Ebbe Sand Cheftrainer: Bo Johansson | Dänemark |
| Saudi-Arabien                                             | 0:1 Rieper (69.) | | Dänemark |
| Saudi-Arabien                                             | al-Muwallid | Nielsen, Wieghorst, Rieper | Dänemark |
| 1. Spieltag                                               | | |          |
| 12. Juni 1998 um 17:30 Uhr in Lens (Stade Félix-Bollaert) | | |          |
| Zuschauer: 38.100                                         | | |          |
| Schiedsrichter: Javier Castrilli ( Argentinien)           | | |          |
| Spielbericht                                              | | |          |

## Frankreich – Südafrika 3:0 (1:0)
| Frankreich                                                | Frankreich | Südafrika | Südafrika |
| --------------------------------------------------------- | --- | --- | --------- |
| Frankreich                                                | \| 1. Spieltag \| \| 12. Juni 1998 um 21:00 Uhr in Marseille (Stade Vélodrome) \| \| Zuschauer: 55.000 \| \| Schiedsrichter: Márcio Rezende de Freitas ( Brasilien) \| \| Spielbericht \|                                                                                                   | \| 1. Spieltag \| \| 12. Juni 1998 um 21:00 Uhr in Marseille (Stade Vélodrome) \| \| Zuschauer: 55.000 \| \| Schiedsrichter: Márcio Rezende de Freitas ( Brasilien) \| \| Spielbericht \|                                                    | Südafrika |
| Frankreich                                                | Fabien Barthez – Lilian Thuram, Marcel Desailly, Laurent Blanc, Bixente Lizarazu – Didier Deschamps , Emmanuel Petit (73. Alain Boghossian) – Thierry Henry, Youri Djorkaeff (82. David Trezeguet), Zinédine Zidane – Stéphane Guivarc’h (26. Christophe Dugarry) Cheftrainer: Aimé Jacquet | Hans Vonk – Pierre Issa, Lucas Radebe , Mark Fish, David Nyathi – Willem Jackson, Brendan Augustine (56. Helman Mkhalele), John Moshoeu, Quinton Fortune – Phil Masinga, Benni McCarthy (89. Shaun Bartlett) Cheftrainer: Philippe Troussier | Südafrika |
| Frankreich                                                | 1:0 Dugarry (26.) 2:0 Issa (77., Eigentor) 3:0 Henry (90.+1) | | Südafrika |
| Frankreich                                                | Petit, Deschamps, Zidane | Jackson | Südafrika |
| Frankreich                                                | Das 2:0 war das 1600. WM-Tor | | Südafrika |
| 1. Spieltag                                               | | |           |
| 12. Juni 1998 um 21:00 Uhr in Marseille (Stade Vélodrome) | | |           |
| Zuschauer: 55.000                                         | | |           |
| Schiedsrichter: Márcio Rezende de Freitas ( Brasilien)    | | |           |
| Spielbericht                                              | | |           |

## Frankreich – Saudi-Arabien 4:0 (1:0)
| Frankreich                                                        | Frankreich | Saudi-Arabien | Saudi-Arabien |
| ----------------------------------------------------------------- | --- | --- | ------------- |
| Frankreich                                                        | \| 2. Spieltag \| \| 18. Juni 1998 um 21:00 Uhr in Paris/Saint-Denis (Stade de France) \| \| Zuschauer: 80.000 (ausverkauft) \| \| Schiedsrichter: Arturo Brizio Carter ( Mexiko) \| \| Spielbericht \|                                                                                | \| 2. Spieltag \| \| 18. Juni 1998 um 21:00 Uhr in Paris/Saint-Denis (Stade de France) \| \| Zuschauer: 80.000 (ausverkauft) \| \| Schiedsrichter: Arturo Brizio Carter ( Mexiko) \| \| Spielbericht \| | Saudi-Arabien |
| Frankreich                                                        | Fabien Barthez – Lilian Thuram, Marcel Desailly, Laurent Blanc, Bixente Lizarazu – Didier Deschamps , Alain Boghossian – Thierry Henry (78. Robert Pires), Zinédine Zidane, Bernard Diomède (58. Youri Djorkaeff) – Christophe Dugarry (29. David Trezeguet) Cheftrainer: Aimé Jacquet | Mohammad ad-Daʿayyaʿ – Muhammed al-Dschahani (76. Ahmad ad-Duchi), Mohammed al-Khilaiwi, Abdullah Zubromawi, Hussein Suleimani – Ibrahim asch-Schahrani, Fuad Amin , Khamis al-Dosari, Hamzah Saleh – Said al-Uwairan (33. Ibrahim al-Harbi/63. Khalid al-Muwallid), Sami al-Dschabir Cheftrainer: Carlos Alberto Parreira | Saudi-Arabien |
| Frankreich                                                        | 1:0 Henry (36.) 2:0 Trezeguet (68.) 3:0 Henry (77.) 4:0 Lizarazu (85.) | | Saudi-Arabien |
| Frankreich                                                        | Blanc, Lizarazu | asch-Schahrani, al-Dschabir | Saudi-Arabien |
| Frankreich                                                        | Zidane (70., Nachtreten) | Al-Khilaiwi (18., grobes Foulspiel) | Saudi-Arabien |
| 2. Spieltag                                                       | | |               |
| 18. Juni 1998 um 21:00 Uhr in Paris/Saint-Denis (Stade de France) | | |               |
| Zuschauer: 80.000 (ausverkauft)                                   | | |               |
| Schiedsrichter: Arturo Brizio Carter ( Mexiko)                    | | |               |
| Spielbericht                                                      | | |               |

## Südafrika – Dänemark 1:1 (0:1)
| Südafrika                                                  | Südafrika | Dänemark | Dänemark |
| ---------------------------------------------------------- | --- | --- | -------- |
| Südafrika                                                  | \| 2. Spieltag \| \| 18. Juni 1998 um 17:30 Uhr in Toulouse (Stadium Municipal) \| \| Zuschauer: 33.500 \| \| Schiedsrichter: John Toro Rendón ( Kolumbien) \| \| Spielbericht \|                                                                               | \| 2. Spieltag \| \| 18. Juni 1998 um 17:30 Uhr in Toulouse (Stadium Municipal) \| \| Zuschauer: 33.500 \| \| Schiedsrichter: John Toro Rendón ( Kolumbien) \| \| Spielbericht \|                                                                                | Dänemark |
| Südafrika                                                  | Hans Vonk – Pierre Issa, Lucas Radebe , Mark Fish, David Nyathi (89. Delron Buckley) – Helman Mkhalele, Brendan Augustine (46. Alfred Phiri), John Moshoeu, Quinton Fortune – Shaun Bartlett (78. Phil Masinga), Benni McCarthy Cheftrainer: Philippe Troussier | Peter Schmeichel – Søren Colding, Marc Rieper, Jes Høgh, Michael Schjønberg (82. Morten Wieghorst) – Martin Jørgensen, Thomas Helveg, Allan Nielsen – Michael Laudrup (59. Jan Heintze) – Brian Laudrup, Ebbe Sand (58. Miklos Molnar) Cheftrainer: Bo Johansson | Dänemark |
| Südafrika                                                  | 1:1 McCarthy (51.) | 0:1 Nielsen (12.) | Dänemark |
| Südafrika                                                  | Nyathi, Issa, Phiri, Radebe | Schmeichel, Schjønberg, Høgh | Dänemark |
| Südafrika                                                  | Phiri (68., Tätlichkeit) | Molnar (66., grobes Foulspiel), Wieghorst (85., grobes Foulspiel) | Dänemark |
| 2. Spieltag                                                | | |          |
| 18. Juni 1998 um 17:30 Uhr in Toulouse (Stadium Municipal) | | |          |
| Zuschauer: 33.500                                          | | |          |
| Schiedsrichter: John Toro Rendón ( Kolumbien)              | | |          |
| Spielbericht                                               | | |          |

## Frankreich – Dänemark 2:1 (1:1)
| Frankreich                                         | Frankreich | Dänemark | Dänemark |
| -------------------------------------------------- | --- | --- | -------- |
| Frankreich                                         | \| 3. Spieltag \| \| 24. Juni 1998 um 16:00 Uhr in Lyon (Stade Gerland) \| \| Zuschauer: 39.100 \| \| Schiedsrichter: Pierluigi Collina ( Italien) \| \| Spielbericht \| | \| 3. Spieltag \| \| 24. Juni 1998 um 16:00 Uhr in Lyon (Stade Gerland) \| \| Zuschauer: 39.100 \| \| Schiedsrichter: Pierluigi Collina ( Italien) \| \| Spielbericht \|                                                                                     | Dänemark |
| Frankreich                                         | Fabien Barthez – Christian Karembeu, Marcel Desailly , Frank Leboeuf, Vincent Candela – Patrick Vieira, Emmanuel Petit (65. Alain Boghossian) – Robert Pires (71. Thierry Henry), Youri Djorkaeff, Bernard Diomède – David Trezeguet (85. Stéphane Guivarc’h) Cheftrainer: Aimé Jacquet | Peter Schmeichel – Jacob Laursen (46. Søren Colding), Marc Rieper, Jes Høgh, Jan Heintze – Thomas Helveg, Allan Nielsen, Michael Schjønberg – Martin Jørgensen (54. Ebbe Sand), Michael Laudrup – Brian Laudrup (75. Stig Tøfting) Cheftrainer: Bo Johansson | Dänemark |
| Frankreich                                         | 1:0 Djorkaeff (12., Foulelfmeter) 2:1 Petit (56.) | 1:1 M. Laudrup (42., Foulelfmeter) | Dänemark |
| Frankreich                                         | Diomède, Vieira | Colding, Tøfting | Dänemark |
| 3. Spieltag                                        | | |          |
| 24. Juni 1998 um 16:00 Uhr in Lyon (Stade Gerland) | | |          |
| Zuschauer: 39.100                                  | | |          |
| Schiedsrichter: Pierluigi Collina ( Italien)       | | |          |
| Spielbericht                                       | | |          |

## Südafrika – Saudi-Arabien 2:2 (1:1)
| Südafrika                                                    | Südafrika | Saudi-Arabien | Saudi-Arabien |
| ------------------------------------------------------------ | --- | --- | ------------- |
| Südafrika                                                    | \| 3. Spieltag \| \| 24. Juni 1998 um 16:00 Uhr in Bordeaux (Stade Chaban-Delmas) \| \| Zuschauer: 31.800 \| \| Schiedsrichter: Mario Sánchez Yantén ( Chile) \| \| Spielbericht \|                                                                                | \| 3. Spieltag \| \| 24. Juni 1998 um 16:00 Uhr in Bordeaux (Stade Chaban-Delmas) \| \| Zuschauer: 31.800 \| \| Schiedsrichter: Mario Sánchez Yantén ( Chile) \| \| Spielbericht \| | Saudi-Arabien |
| Südafrika                                                    | Hans Vonk – Pierre Issa, Mark Fish, David Nyathi, Willem Jackson (46. Delron Buckley) – Helman Mkhalele, Lucas Radebe , Quinton Fortune (67. Doctor Khumalo) – John Moshoeu – Shaun Bartlett, Benni McCarthy (46. Jerry Sikhosana) Cheftrainer: Philippe Troussier | Mohammad ad-Daʿayyaʿ – Muhammed al-Dschahani, Fuad Amin, Abdullah Zubromawi, Hussein Suleimani – Nawaf Al-Temyat, Yousuf al-Thunayan (81. Ibrahim al-Harbi), Khamis al-Dosari, Hamzah Saleh – Fahad al-Mehallel (65. Ibrahim asch-Schahrani), Sami al-Dschabir Cheftrainer: Carlos Alberto Parreira | Saudi-Arabien |
| Südafrika                                                    | 1:0 Bartlett (10.) 2:2 Bartlett (90., Foulelfmeter) | 1:1 al-Dschabir (45., Foulelfmeter) 1:2 al-Thunayan (74., Foulelfmeter) | Saudi-Arabien |
| Südafrika                                                    | Fortune, Radebe (2., gesperrt) | K. al-Dosari | Saudi-Arabien |
| 3. Spieltag                                                  | | |               |
| 24. Juni 1998 um 16:00 Uhr in Bordeaux (Stade Chaban-Delmas) | | |               |
| Zuschauer: 31.800                                            | | |               |
| Schiedsrichter: Mario Sánchez Yantén ( Chile)                | | |               |
| Spielbericht                                                 | | |               |